# Снежна овесарка
Снежната овесарка (Plectrophenax nivalis) е птица от семейство Чинкови (Fringillidae). Среща се и в България.